# Menka (királyné)

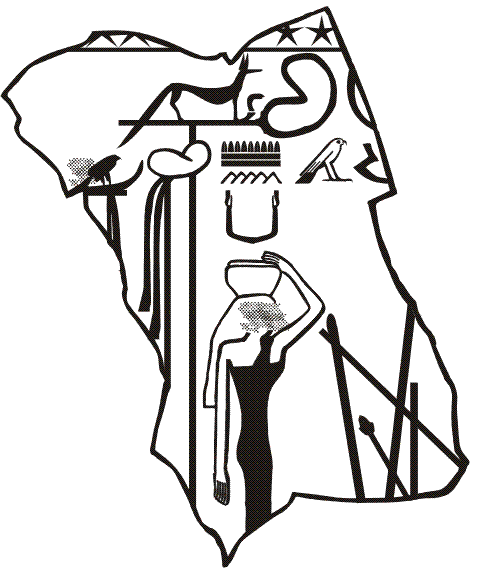
A királyné reliefjének rajza

Menka (mn k3[.ỉ]) ókori egyiptomi királyné volt a II. dinasztia korának végén. Nem tudni, melyik uralkodó volt a férje.
Nevének jelentése „a ka legyen tartós” vagy „az én kám legyen tartós”. Egy bizonytalan lelőhelyű bazalttöredéken szerepel alakja és neve, valamint címe: „aki látja Hóruszt” – ez a korai dinasztikus korban és az óbirodalom idején a királynék címe volt. A relief Menkát álló nőként ábrázolja, testére simuló ruhában, fején nagy, félgömb alakú edénnyel, mögötte standardok sorakoznak. Wolfgang Helck felfigyelt rá, hogy a jelenet jelentős stilisztikai hasonlóságot mutat egy befejezetlen jelenettel, amely Gebeleinben található egy bazaltreliefen, és Haszehemui királynak tulajdonítható; feltételezi, hogy Menka reliefje innen származhat.

## Fordítás
- Ez a szócikk részben vagy egészben  a   Menka (Königin) című német Wikipédia-szócikk ezen változatának fordításán alapul.  Az eredeti cikk szerkesztőit annak laptörténete sorolja fel. Ez a jelzés csupán a megfogalmazás eredetét és a szerzői jogokat jelzi, nem szolgál a cikkben szereplő információk forrásmegjelöléseként.